# Барбацион
Барбацион (лат. Barbatio) је био командант гарде Констанција Гала.
По наређењу цара Констанција II дао је ухапсити свог господара у Петовијуму, а потом га, скинувши му инсигније и лишивши га цезарског достојанства, спровео у Пулу на Истри 354. године. Заузврат за ово, унапређен је по Силвановој смрти за главокомандујућег над пешадијским снагама (лат. magister peditum). Године 356. послат је с војском од 25.000 или 30.000 људи да садејствује са цезаром Јулијаном у походу против Алемана, али га је издајнички напустио било из зависти према њему или у договору са самим царем. Године 358. поразио је Јутунге који су упали у Рецију, а идуће године је декапитован по Констанцијевој наредби. Разлог је био извесно писмо које је царица упутила Барбациону, а у којем је цар препознао издајничке намере уперене против њега самог.
 Овај чланак садржи текст из публикације која је сада у јавном власништву: Смит, Вилијам, ур. (1870). Речник грчких и римских биографија и митологија. Недостаје или је празан параметар |title= (помоћ)